# Ерли (Тексас)
Ерли (енгл. Early) град је у америчкој савезној држави Тексас. По попису становништва из 2010. у њему је живело 2.762 становника.

## Демографија
Према попису становништва из 2010. у граду је живело 2.762 становника, што је 174 (6,7%) становника више него 2000. године.
| Група             | 2000.         | 2010.         |
| Белци             | 2.293 (88,6%) | 2.220 (80,4%) |
| Афроамериканци    | 26 (1,0%)     | 23 (0,8%)     |
| Азијати           | 15 (0,6%)     | 47 (1,7%)     |
| Хиспаноамериканци | 236 (9,1%)    | 418 (15,1%)   |
| Укупно            | 2.588         | 2.762         |